# مولينو دي تورتي
مولينو دي تورتي (بالإيطالية: Molino dei Torti)‏ هي بلدية في مقاطعة ألساندريا في إقليم بييمونتي في إيطاليا.

## السكان
في سنة 1861 بلغ عدد السكان 921 نسمة، وتطور العدد ليصل في سنة 2011 لـ 653 نسمة.
يظهر هذا المخطط البياني تطور النمو السكاني لـ مولينو دي تورتي